# Ивами, Манака
Манака Ивами (яп. 石見 舞菜香 Ивами Манака, род. 30 апреля 1998 года, префектура Сайтама, Япония) — японская сэйю. Лауреат премии Seiyu Awards в категориях «Лучшая начинающая актриса» (2019) и «Лучший актёр или актриса второго плана» (2024).

## Биография
Манака Ивами родилась 30 апреля 1998 года в префектуре Сайтама. Состояла в различных школьных кружках: театральном (начальная школа), духового оркестра (средняя школа) и радиовещания (старшая школа). На решение Ивами стать сэйю повлияла работа Аи Каяно в аниме-сериале Ano Hi Mita Hana no Namae o Bokutachi wa Mada Shiranai., в котором Каяно озвучила главную героиню по имени Мэико Хомма.
Из-за своей плохой дикции Ивами думала, что не сможет стать сэйю, если не приступит к изучению азов озвучивания раньше других начинающих актёров, и смогла убедить своего отца, заявив ему, что не пойдёт в старшую школу, если он не разрешит ей посещать школу по подготовке сэйю. В дальнейшем обучалась в школе по подготовке сэйю агентства Pro-Fit (яп. プロ・フィット声優養成所 Пуро-Фитто сэйю: ё:сэйдзё). После окончания обучения заключила контракт с Pro-Fit и в 2016 году начала карьеру сэйю.
Свою первую главную роль Ивами получила в полнометражном аниме-фильме «Укрась прощальное утро цветами обещания» (2018), в котором она озвучила девушку по имени Макия. В аниме-сериале Tada Never Falls in Love (2018) Ивами озвучила Терезу Вагнер и исполнила закрывающую тему под названием «Love Song». В конце 2018 года Ивами была утверждена на роль Тору Хонды в аниме-сериале «Корзинка фруктов», который является новой адаптацией одноимённой манги и на 2022 год состоит из трёх сезонов.
В марте 2019 года Ивами вместе с четырьмя другими актрисами-сэйю была удостоена премии Seiyu Awards в категории «Лучшая начинающая актриса». В марте 2024 года была отмечена премией Seiyu Awards в категории «Лучший актёр или актриса второго плана».
В конце 2021 года стало известно, что в связи с закрытием 31 марта 2022 года агентства Pro-Fit Ивами перейдёт в агентство Raccoon Dog, основанное Нобухико Окамото.

## Избранная фильмография

### Аниме-сериалы
2017
- Children of the Whales — Рикосу[14]
- Gamers! — Тиаки Хосиномори[15]
- Monster Strike — девушка
- New Game! — Хотару Хосикава[16]
- Re:Creators — Эрина Толкер
- Shuumatsu Nani Shitemasuka? Isogashii Desuka? Sukutte Moratte Ii Desuka? — Лакиш Никс Сеньорис[17]
- Tsuki ga Kirei — Айра Миямото[18]
- Urahara — Котоко Ватацумуги[19]

2018
- Kakuriyo: Bed and Breakfast for Spirits — Тиби[20]
- Phantom in the Twilight — Му Шиньяо[21]
- Rokuhodo Yotsuiro Biyori — Коцуру Тэнсин
- Tada Never Falls in Love — Тереза Вагнер[7]

2019
- Granbelm — Куон Цутимикадо[22]
- Revisions — Марин Тэмари[23]
- Rifle Is Beautiful — Рёко Мотидзуки[24]
- The Ones Within — Химико Инаба[25]
- «Истребитель демонов» — Тюнтаро
- «Корзинка фруктов» — Тору Хонда[9]

2020
- Love Live! Nijigasaki High School Idol Club — Кристина
- Magia Record: Puella Magi Madoka Magica Side Story — Уи Тамаки[26]
- «Re:Zero. Жизнь с нуля в альтернативном мире» (второй сезон) — Кармилла
- Wave, Listen to Me! — Мидзухо Намба[27]
- «Корзинка фруктов: Второй сезон» — Тору Хонда

2021
- Blue Reflection Ray — Хиори Хирахара[28]
- Bokutachi no Remake — Мики Морисита[29]
- Higehiro: After Being Rejected, I Shaved and Took In a High School Runaway — Юко Масака[30]
- Log Horizon: Destruction of the Round Table — Лелия Мофур[31]
- To Your Eternity — Лин[32]
- Uma Musume Pretty Derby Season 2 — Райс Шоуэр
- «Корзинка фруктов: Финал» — Тору Хонда

2022
- Akiba Maid War — Нерула[33]
- Arknights: Prelude to Dawn — Эксия[34]
- Black Summoner — Эфил[35]
- Boruto: Naruto Next Generations — Нэон Асакуса
- In the Heart of Kunoichi Tsubaki — Мидзубасё[36]
- Phantom of the Idol — Сигутаро[37]
- Romantic Killer — Саки[38]
- RPG Real Estate — Ракира[39]
- The Dawn of the Witch — Рири[40]
- The Executioner and Her Way of Life — Манон[41]
- Tokyo 24th Ward — Асуми Суидо[42]
- «Семья шпиона» — Милли[43]

2023
- Am I Actually the Strongest? — Марианна[44]
- Oshi no Ko — Аканэ Курокава[45]
- Ron Kamonohashi’s Forbidden Deductions — Младшая Сестра[46]
- Sousou no Frieren — Лини[47]
- Sugar Apple Fairy Tale — Ноа[48]
- The Angel Next Door Spoils Me Rotten — Махиру Сиина[49]
- The Aristocrat’s Otherworldly Adventure: Serving Gods Who Go Too Far — Терес[50]
- The Great Cleric — Моника[51]
- The Vexations of a Shut-In Vampire Princess — Сакуна Мемуар[52]
- World Dai Star — Кокона Отори[53]
- Zom 100: Bucket List of the Dead — Токо Камбаяси[54]
- «Ложные выводы: Второй сезон» — Рион Отонаси[55]
- «Магическая революция перерождённой принцессы и гениальной юной леди» — Эуфиллия Маджента[56]

2024
- I’ll Become a Villainess Who Goes Down in History — Лиз Кэсер[57]
- Mayonaka Punch — Сакура[58]
- Narenare: Cheer for You! — Нодока Отани[59]
- Oshi no Ko (второй сезон) — Аканэ Курокава
- The Fire Hunter 2nd Season — Юрурухо/Сэннэн Суисэй[60]
- The Strongest Magician in the Demon Lord’s Army Was a Human — повелительница демонов Дайрокутэн[61]
- Urusei Yatsura (вторая половина сериала-ремейка) — Нодзоми[62]

2025
- Ameku M.D.: Doctor Detective — Маи Коноикэ[63]
- Chitose Is in the Ramune Bottle — Юко Хиираги[64]
- Guilty Gear Strive: Dual Rulers — Бриджет[65]
- I Was Reincarnated as the 7th Prince so I Can Take My Time Perfecting My Magical Ability (второй сезон) — Ииша[66]
- Necronomico no Cosmic Horror Show — Маю Маюсака[67], принцесса Ктулху[68]
- Oide yo Maho Shojo Mura (Fubosenkyo) — Томакомай[69]
- Rascal Does Not Dream of Santa Claus — Миори Мито[70]
- Togen Anki: Dark Demon of Paradise — Хомарэ Бёбугаура[71]
- Teogonia — Эльза[72]
- With You, Our Love Will Make It Through — Мари Асака[73]
- Yaiba: Samurai Legend — Саяка Минэ[74]
- Zenshu — Дестини Хартуорминг[75]
- «Лазарь» — Элейна[76]

2026
- I Made Friends with the Second Prettiest Girl in My Class — Уми Асанаги[77]

### Аниме-фильмы
- 2018 — «Укрась прощальное утро цветами обещания» — Макия[5]
- 2022 — «Корзинка фруктов: Прелюдия» — Тору Хонда[78]
- 2023 — Rakudai Majo: Fuka to Yami no Majo — Карин[79]
- 2024 — Fureru — Нана Асакава[80]
- 2025 — Eiga Odekake Kozame Tokai no Otomodachi — Сора[81]
- 2025 — Toi-san wa Seishun Shitai! Baka to Smartphone to Romance to — Харука Сиракава[82]

### OVA
- 2025 — Kono Subarashii Sekai ni Shukufuku o!: Bonus Stage — Акуа[83]

### Компьютерные игры
2014
- Granblue Fantasy — Сатир

2016
- Othellonia — Радола

2018
- Dragalia Lost — Пиа
- Uma Musume Pretty Derby — Райс Шоуэр[84]
- White Cat Project — Элеанора

2019
- Arknights — Эксия/Варфарин
- Fire Emblem: Three Houses — Ингрид Брэнди Галатея
- Magia Record: Puella Magi Madoka Magica Side Story — Уи Тамаки

2020
- Cytus 2 — Нора
- Death end re;Quest 2 — Лилиана Пинната[85]
- Genshin Impact — Эмбер[86]
- Girls’ Frontline — CF05, SIG-556
- King’s Raid — Таня, Талиша
- The Legend of Heroes: Trails into Reverie — Надя Рэйн[87]

2021
- Blue Reflection: Second Light — Хиори Хирахара[88]
- Counter:Side — Ким Собин
- Famicom Detective Club: The Girl Who Stands Behind (ремейк) — Ёко Кодзима

2022
- Dragon Quest Treasures — Гайль, монстры[89]
- Fate/Grand Order — Хуянь Чжо
- Fire Emblem Warriors: Three Hopes — Ингрид Брэнди Галатея
- Guilty Gear Strive — Бриджет[90]
- The Legend of Heroes: Trails Through Daybreak II — Надя Рэйн[91]

2023
- Da Capo 5 — Юкина Токисака[92]
- One. — Мидзука Нагамори
- Soul Tide — Итиль
- Takt Op. Symphony — К Элизе WoO 59[93]
- Usokara Hajimaru Koi no Natsu — Сиори Минаги

2024
- Zenless Zone Zero — Пайпер Уил[94]

2025
- Fatal Fury: City of the Wolves — Хотару Футаба[95]

## Награды и номинации
| Год  | Награда               | Результат  | Категория                                                                                        | Работа                                                                                                | Прим.  |
| ---- | --------------------- | ---------- | ------------------------------------------------------------------------------------------------ | --- | ------ |
| 2019 | Seiyu Awards          | Победа     | Лучшая начинающая актриса (вместе с Каэдэ Хондо, Коко Хаяси, Риной Хонъидзуми и Томори Кусуноки) | н/д                                                                                                   | [ 11 ] |
| 2022 | Anime Trending Awards | 3-е место  | Лучшая актриса озвучивания                                                                       | Тору Хонда из аниме-сериала «Корзинка фруктов»                                                        | [ 96 ] |
| 2024 | Anime Trending Awards | 4-е место  | Лучшая актриса озвучивания                                                                       | Аканэ Курокава из Oshi no Ko                                                                          | [ 97 ] |
| 2024 | Anime Trending Awards | 14-е место | Эндинг года (вместе с Саякой Сэмбонги)                                                           | «Only for You» из аниме-сериала «Магическая революция перерождённой принцессы и гениальной юной леди» | [ 97 ] |
| 2024 | Seiyu Awards          | Победа     | Лучший актёр или актриса второго плана (вместе с Ёхэем Адзаками и Мамико Ното)                   | н/д                                                                                                   | [ 12 ] |